# Angone

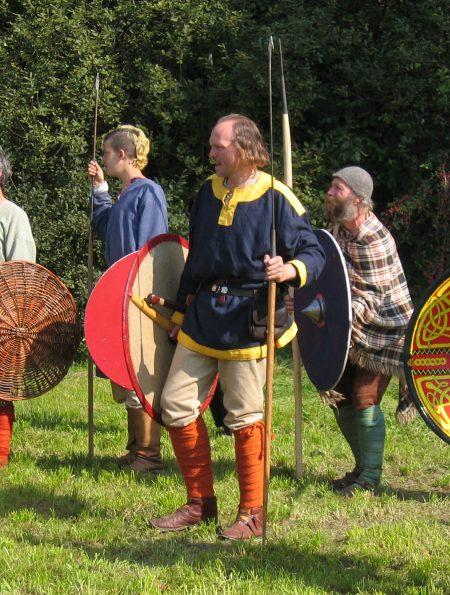
Ricostruzione moderna di un guerriero alemannico del VII secolo, con scudo, seax e angone.

L'angone (dal greco bizantino ἄγγων, àngon) era un tipo di giavellotto usato nell'Alto Medioevo dai Franchi e da altre popolazioni germaniche, tra cui gli Anglosassoni. Era simile al pilum usato dai Romani, probabilmente in quanto derivato da questo, ed era formato da una testa con barbigli e un gambo in ferro montato su di una mazza di legno.
I modelli utilizzati dagli Anglosassoni e ritrovati nelle tombe hanno una lunghezza da 1,6 a 2,8 metri, mentre quelli ritrovati a Nydam Mose in Danimarca vanno dai 2,3 ai 3,0 metri. Sebbene lance più corte e leggere e con punte più piccole fossero generalmente preferite in funzione di giavellotti, l'angone faceva eccezione: uno di questi, ritrovato ad Abingdon, aveva una punta di 52,5 centimetri. I barbigli avevano la funzione di penetrare lo scudo del nemico in modo da non poter essere rimosso facilmente, mentre la lunga manica in ferro rendeva difficile separare la punta dal manico. Quest'ultimo era talvolta decorato o dipinto e presentava talvolta anelli in ferro o bronzo inseriti nel centro di massa dell'arma, cioè il posto migliore per impugnarla.
L'uso dell'angone era nelle fasi iniziali della battaglia, prima che le linee nemiche si scontrassero e i guerrieri combattessero corpo a corpo: iniziavano gli arcieri, seguiti dal lancio di giavellotti e di asce da lancio. Agazia racconta che i Franchi usarono gli angoni nella battaglia del Volturno.